# Mylothris elodina
Mylothris elodina is een vlindersoort uit de familie van de Pieridae (witjes), onderfamilie Pierinae.
Mylothris elodina werd in 1944 beschreven door Talbot.